# Doo Lough
Le Doo Lough ou Dhulough ou Duloch en irlandais est un lac au nord de Delphi pass, dans le comté de Mayo, en Irlande.

## Histoire
Doo Lough a été le site d'un épisode tragique de la Grande Famine. En 1849, un groupe de 400 ou 600 personnes affamées se voit refuser aide et travail à Louisburgh, repartent les mains vides vers Delphi pass. Mais la nuit, le froid et la pluie glaciale, provoque une hécatombe. Seuls 12 survivants sont retournés à Louisburgh. Une stèle sur les bords du lac commémore ce tragique événement.

## Galerie

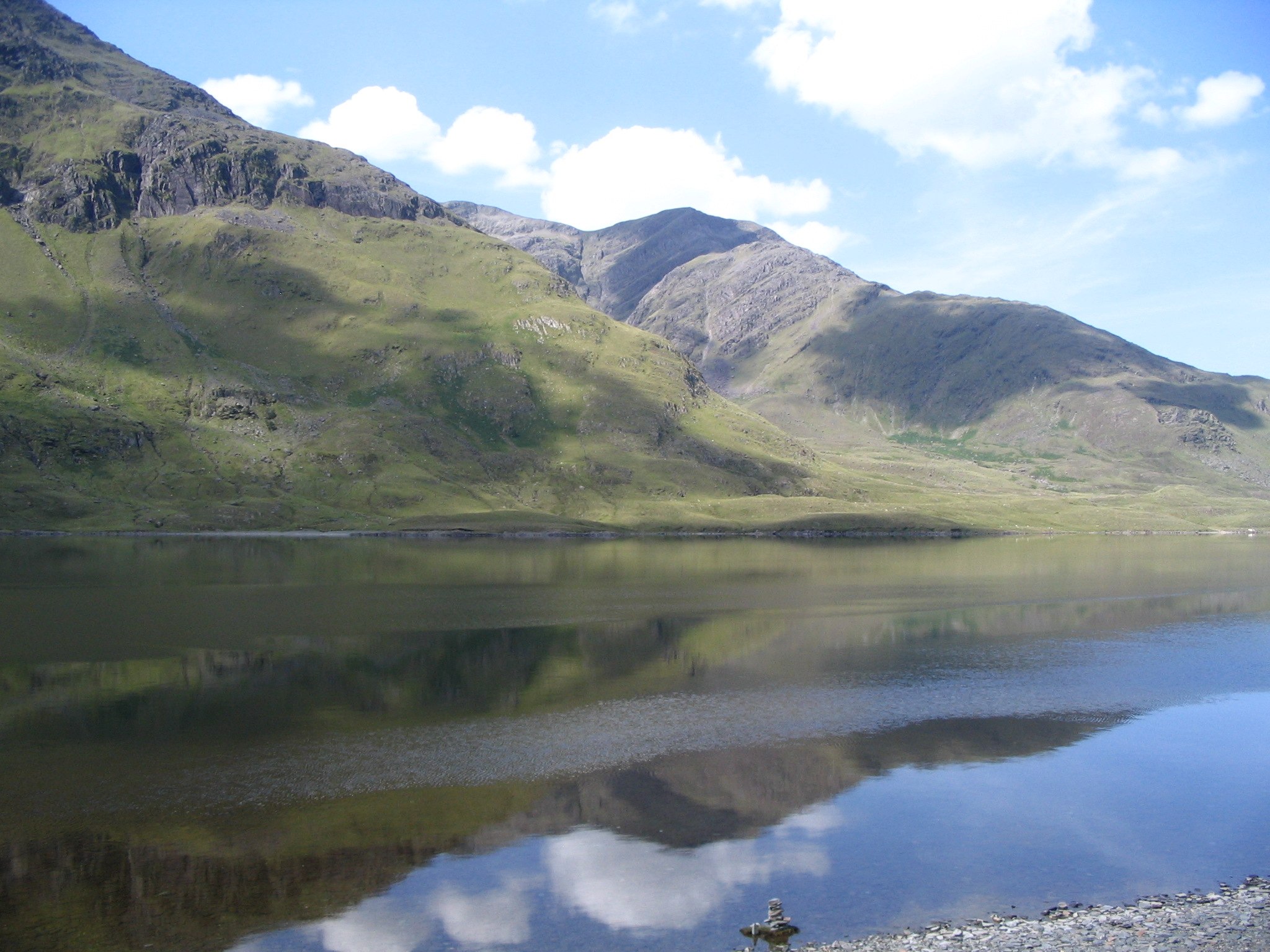
Doolough au pied de Mweelrea
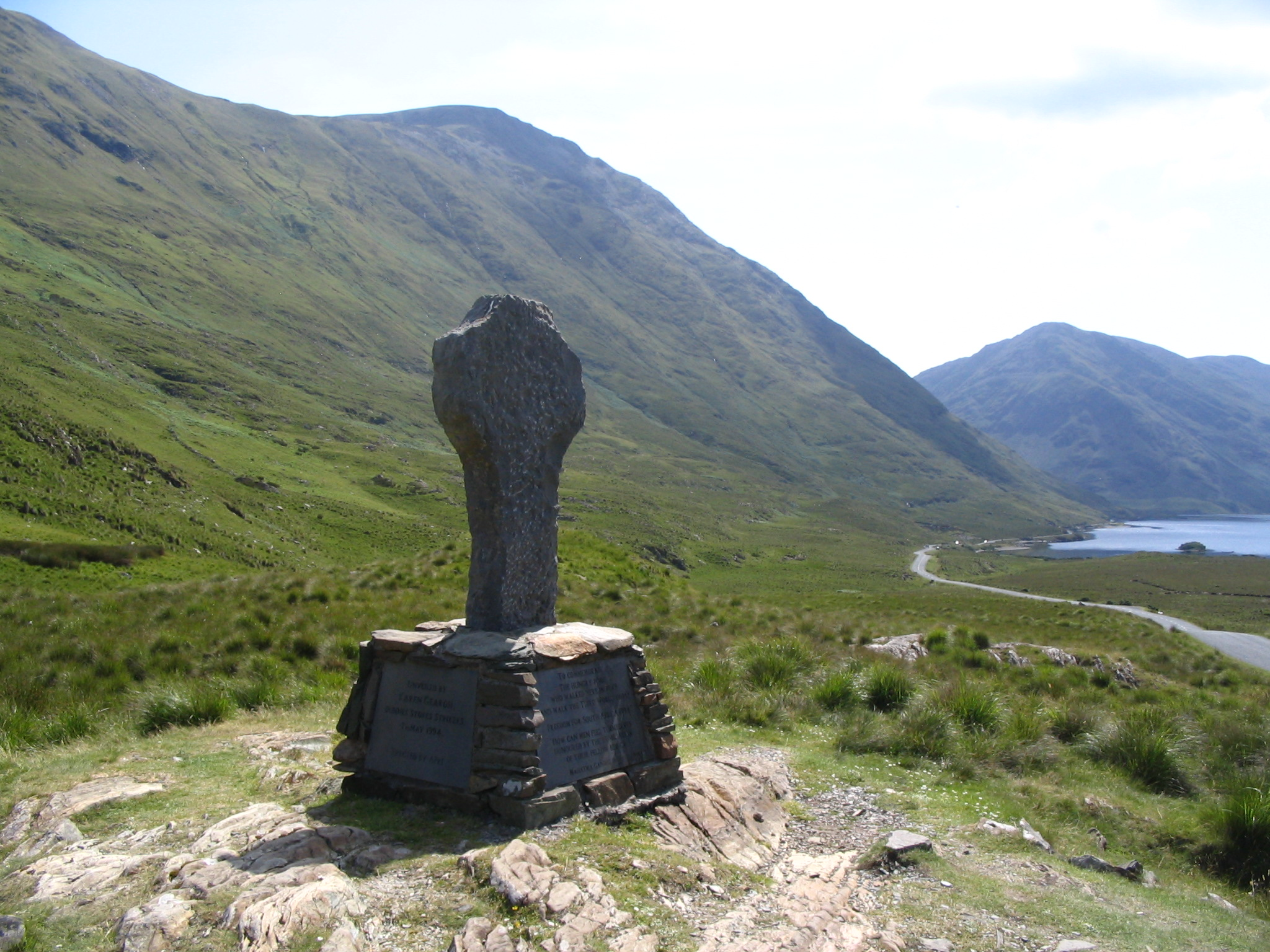
Famine Memorial
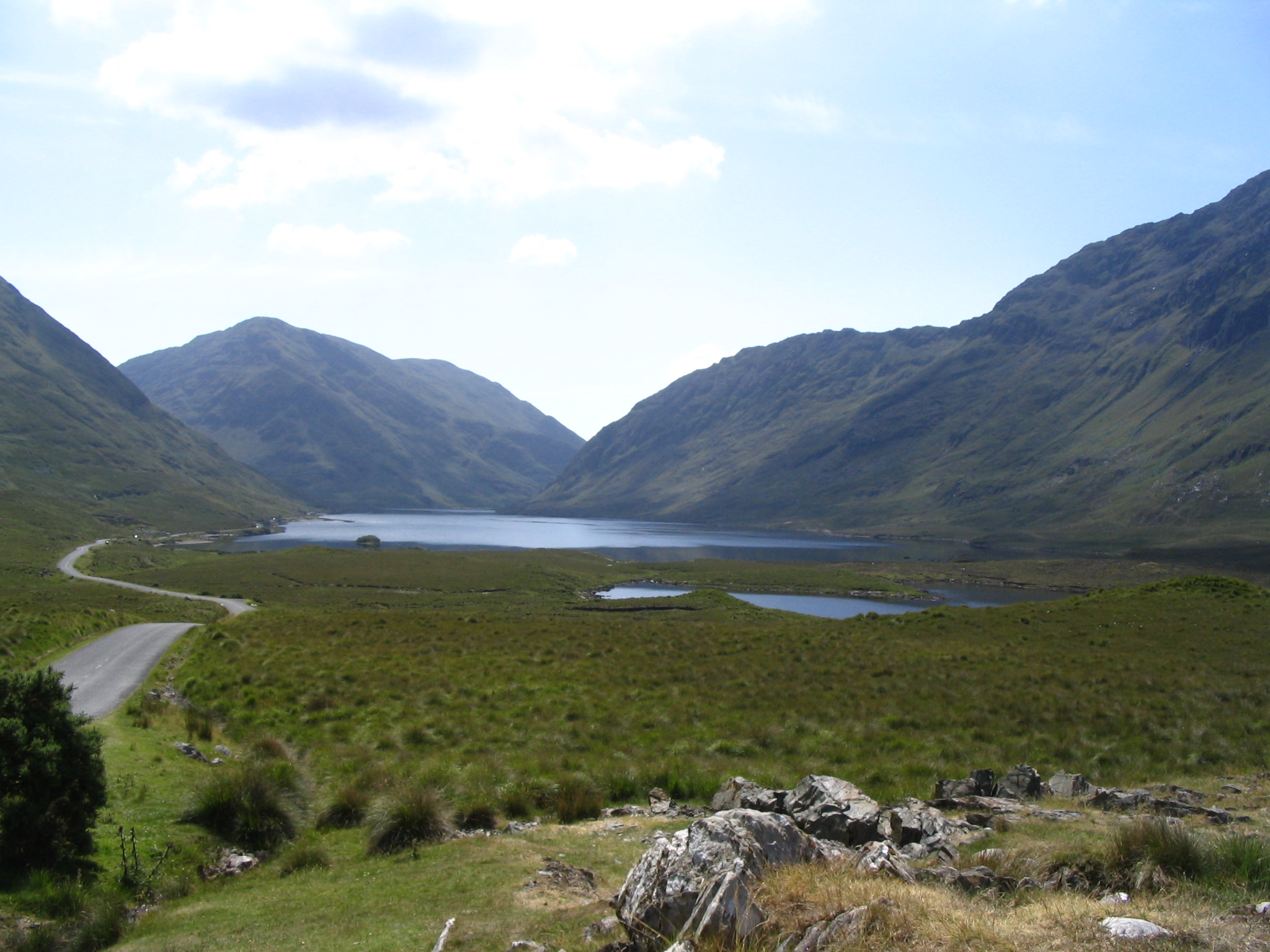
Dhulough road le long de Doo Lough menant à Delphi pass